# Perroy VD
| VD ist das Kürzel für den Kanton Waadt in der Schweiz. Es wird verwendet, um Verwechslungen mit anderen Einträgen des Namens Perroy zu vermeiden. |

Perroy ist eine politische Gemeinde im Distrikt Nyon des Kantons Waadt in der Schweiz.

## Geographie
Perroy liegt auf 418 m ü. M., 14 km nordöstlich des Bezirkhauptortes Nyon (Luftlinie). Das Weinbauerndorf erstreckt sich auf dem Plateau am Fuss der Waadtländer Côte, in aussichtsreicher Lage rund 40 m über dem Seespiegel des Genfersees.
Die Fläche des 2,9 km² grossen Gemeindegebiets umfasst einen Abschnitt am Nordufer des Genfersees. Der Gemeindeboden erstreckt sich vom Seeufer nordwärts über den flachen Uferrandstreifen bis auf das Plateau am Fuss der Côte. Die östliche Abgrenzung bildet das leicht in das Plateau eingetiefte Tal des Baches Eau Noire. In einem schmalen Zipfel reicht das Gebiet nach Nordwesten den Steilhang der Waadtländer Côte hinauf und erreicht in der Nähe des Signal de Bougy mit 665 m ü. M. den höchsten Punkt von Perroy. Von der Gemeindefläche entfielen 1997 30 % auf Siedlungen, 6 % auf Wald und Gehölze und 64 % auf Landwirtschaft.
Zu Perroy gehören einige Weingüter und Einzelhöfe. Nachbargemeinden von Perroy sind Rolle, Mont-sur-Rolle, Bougy-Villars, Féchy und Allaman.

## Bevölkerung
Mit 1598 Einwohnern (Stand 31. Dezember 2023) gehört Perroy zu den mittelgrossen Gemeinden des Kantons Waadt. Von den Bewohnern sind 83,2 % französischsprachig, 5,7 % deutschsprachig und 4,4 % portugiesischsprachig (Stand 2000). Die Bevölkerungszahl von Perroy belief sich 1900 auf 394 Einwohner. Nach 1960 (503 Einwohner) setzte eine rasante Bevölkerungszunahme mit einer Verdoppelung der Einwohnerzahl innerhalb von 40 Jahren ein.

## Wirtschaft
Perroy war bis ins 20. Jahrhundert ein vorwiegend durch die Landwirtschaft geprägtes Dorf. Noch heute spielt die Landwirtschaft als Erwerbszweig der Bevölkerung eine wichtige Rolle. Am optimal zur Sonne exponierten Hang unterhalb des Dorfes sowie am Hang der Côte wird Weinbau betrieben. Die Weinbaufläche macht fast die Hälfte des Gemeindegebietes aus. Auf dem Plateau am Hangfuss herrscht der Ackerbau vor. Weitere Arbeitsplätze sind im Gewerbe und vor allem im Dienstleistungssektor vorhanden. In den letzten Jahrzehnten hat sich das Dorf dank seiner attraktiven Lage zu einer Wohngemeinde entwickelt. Viele Erwerbstätige arbeiten auswärts und pendeln teilweise bis in die Stadt Lausanne.

## Verkehr
Die Gemeinde ist strassenverkehrstechnisch gut erschlossen. Sie liegt etwas oberhalb der Hauptstrasse 1, die von Genf entlang dem Seeufer nach Lausanne führt. Die Autobahnanschlüsse Rolle und Aubonne an der 1964 eröffneten A1 (Genf-Lausanne), die das Gemeindegebiet durchquert, sind jeweils rund 4 km vom Ort entfernt.
Am 14. April 1858 wurde der Abschnitt von Morges nach Coppet der Bahnstrecke Lausanne–Genf mit einem Bahnhof in Perroy in Betrieb genommen, dieser wird jedoch heute nicht mehr bedient. An den öffentlichen Verkehr ist die Gemeinde durch den Postautokurs angebunden, der von Rolle nach Aubonne verkehrt.

## Geschichte

Luftbild (1959)

Die erste urkundliche Erwähnung des Ortes erfolgte bereits im Jahr 910 unter den Namen Pirrhois und Prihoiam. Später erschienen die Bezeichnungen villa Petreio (955), villa Petroio (1013), im 11. Jahrhundert erstmals Perroy, danach Perruërs und 1867 Perroi. Die seit der Mitte des 10. Jahrhunderts ansässigen Mönche gründeten in Perroy zu Beginn des 12. Jahrhunderts ein Benediktinerpriorat, das der Abtei Saint-Philibert in Tournus (Frankreich) unterstand. Das Priorat wurde mit der Einführung der Reformation säkularisiert und die Klostergüter bis spätestens 1548 verkauft.
Mit der Eroberung der Waadt durch Bern im Jahr 1536 kam Perroy unter die Verwaltung der Vogtei Morges. Nach dem Zusammenbruch des Ancien Régime gehörte das Dorf von 1798 bis 1803 während der Helvetik zum Kanton Léman, der anschliessend mit der Inkraftsetzung der Mediationsverfassung im Kanton Waadt aufging. 1798 wurde es dem Bezirk Rolle zugeteilt.

## Sehenswürdigkeiten
Die reformierte Pfarrkirche Sainte-Marie diente einst als Prioratskirche. Vom mittelalterlichen Bau sind der Chor mit einem Kreuzrippengewölbe erhalten. Das Kirchenschiff wurde 1828 umgestaltet. Das Schloss von Perroy, am östlichen Dorfrand gelegen, wurde im 16. und 17. Jahrhundert erbaut; seine Orangerie stammt aus dem 18. Jahrhundert. Im dicht bebauten alten Ortskern sind einige typische Bürger- und Weinbauernhäuser aus dem 17. bis 19. Jahrhundert erhalten.

## Mit Perroy VD verbundene Persönlichkeiten
- Liselotte Pulver und Helmut Schmid, wohnten 1962 bis kurz vor seinem Tod 1992 in Perroy. Sein Grab befindet sich auf dem Friedhof des Orts.[5]